# Kazimierz Sykut
Kazimierz Wojciech Sykut (ur. 5 października 1923 w Lublinie, zm. 15 grudnia 2019) – polski chemik, profesor nauk chemicznych.

## Życiorys
Studiował chemię na Wydziale Matematycznym i Przyrodniczym Uniwersytecie Marii Curie-Skłodowskiej. W 1959 r. obronił pracę doktorską, a w 1967 r. habilitował się. W 1982 r. nadano mu tytuł profesora nadzwyczajnego, a w 1992 r. profesora zwyczajnego. W 1989 został wybrany pierwszym Dziekanem Wydziału Chemii UMCS utworzonego dzięki Jego staraniom i zabiegom.
Pracował w Zakładzie Chemii Analitycznej i Analizy Instrumentalnej na Wydziale Chemii Uniwersytetu Marii Curie-Skłodowskiej.
Opublikował łącznie ponad 100 oryginalnych prac naukowych, był głównym autorem kilkunastu patentów, a w roku 1981 otrzymał, wraz z zespołem, którym kierował, nagrodę Sekretarza Naukowego Polskiej Akademii Nauk za opracowanie i wdrożenie do produkcji elektrod jonoselektywnych.